# Georges Johin
Georges Isla Johin, nacido el 31 de julio de 1877 en París y murió el 7 de diciembre de 1955, en Tessancourt-on-Aubette, es un jugador francés de cróquet.
Él compitió en los Juegos Olímpicos de París 1900 en categoría cróquet. Ganó la medalla de plata en singles y una medalla de oro en dobles con Gaston Aumoitte.